# Богданов, Василий Николаевич
Василий Николаевич Богданов (10 января 1913, Куженерский район, Марийская АССР — 14 февраля 1970, Куженерский район, Марийская АССР) — советский государственный деятель, административно-хозяйственный руководитель.

## Биография
- 1933—1938 — председатель Больше-Ляждурского сельсовета Куженерского района
- 1938—1943 — председатель Куженерского райисполкома
- 1943—1946 — начальник Дорожного управления при СНК МАССР
- 1946—1948 — председатель Казанского райисполкома Марийской АССР.

Депутат Верховного Совета СССР 1 созыва (1937—1946).